# Fotografický archiv Myanmaru
Fotografický archiv Myanmaru (Myanmar Photo Archive, MPA;  မြန်မာဓာတ်ပုံမော်ကွန်း; myanmardharatpone mawkwann sai) je fyzický archiv fotografií pořízených v letech 1889 až 1995 v Myanmaru (Barmě), a zároveň projekt veřejného povědomí o vizuální kultuře země. MPA představuje výstavy, online zdroje, veřejné akce a vydává knihy o historii fotografie v Myanmaru a bývalé Barmě. Sbírka obsahuje více než 30 000 snímků a dalších souvisejících materiálů a je největším archivem pro historii fotografie Myanmaru.

## Historie a aktivity

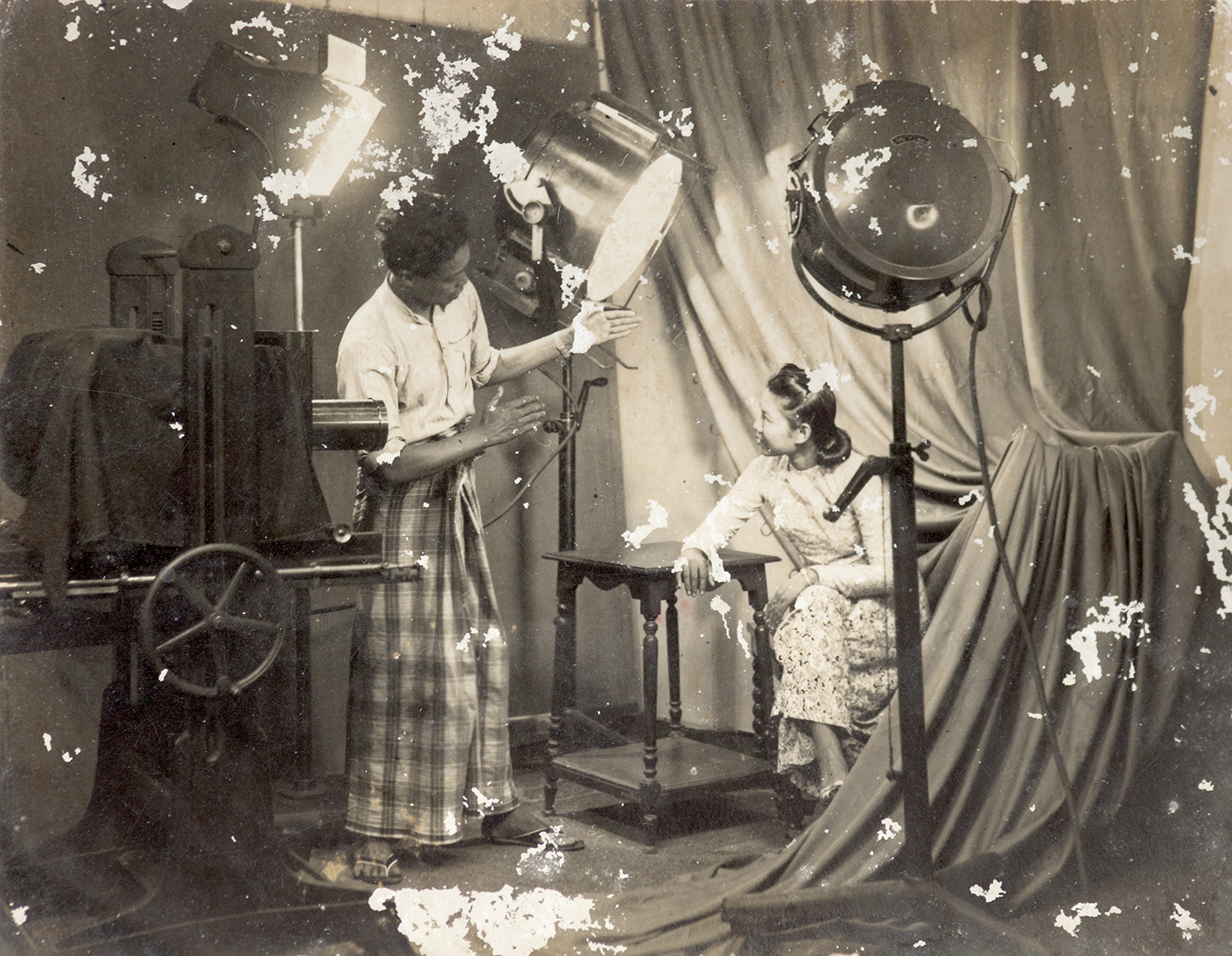
Barmský fotograf U Kywat při práci, Asia Studio, Rangůn, 40. léta

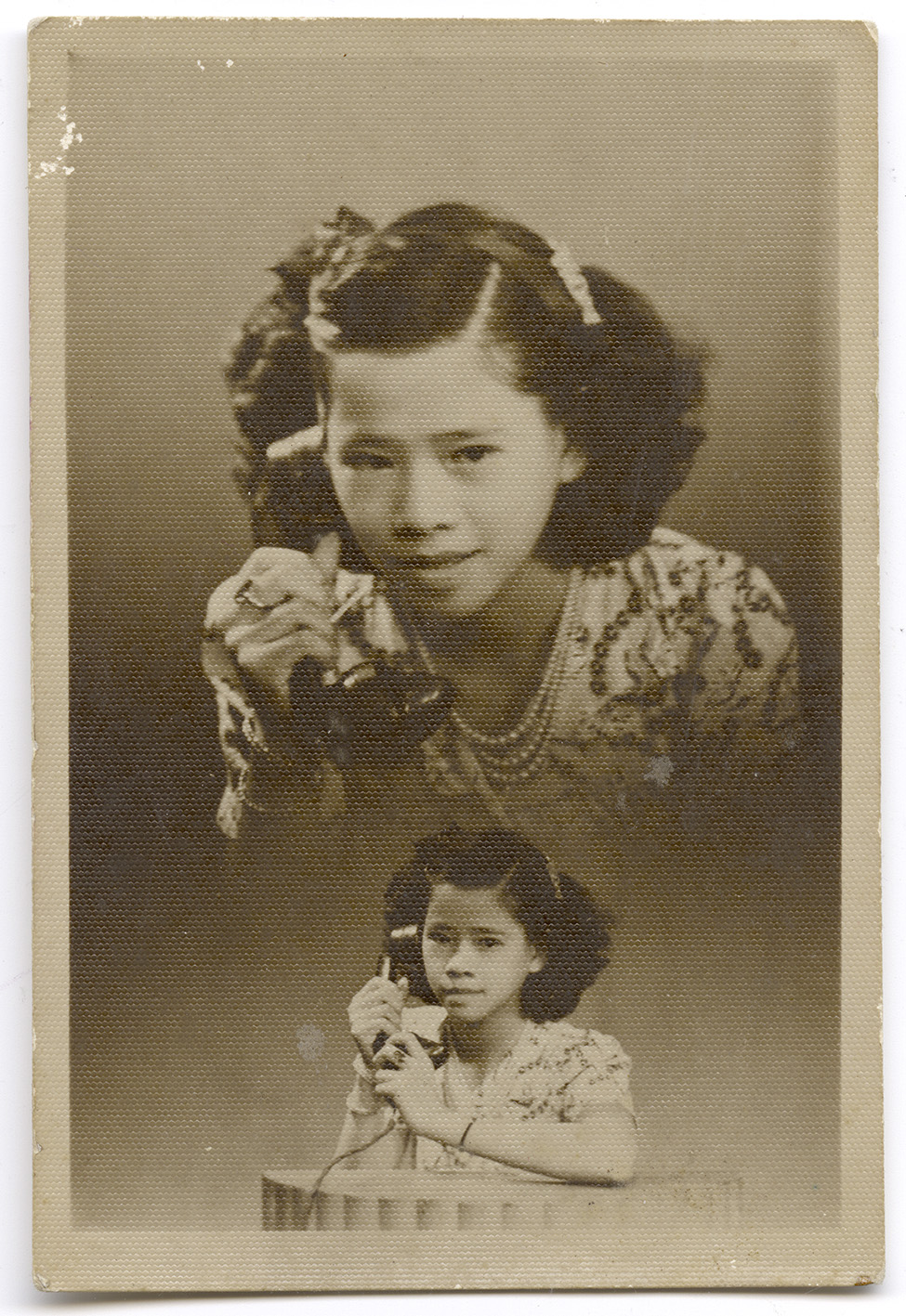
Dětský portrét, dvojexpozice v temné komoře, Rangůn, 1960-1970

V roce 2013 začal rakouský fotograf Lukas Birk sbírat fotografický materiál a provádět výzkum o historii fotografie v Myanmaru. Ve stejném roce založil první veřejný fotografický archiv zaměřující se na snímky pořízené místními profesionálními i amatérskými fotografy, včetně čínsko-barmských profesionálů, Myanmar Photo Archive (MPA) obsahuje snímky z fotoateliérů, soukromá fotoalba, oficiální fotografie, firemní záznamy, dokumentární a vědecké snímky, ale i studiové doplňky, diapozitivy a negativy. Od roku 2023 MPA uspořádal několik výstav s materiály z jejich archivu obsahujícího více než 30 000 snímků. Pomocí fotografií z archivu provozuje MPA také program pro vydávání fotoknih v Rangúnu.
Archiv se zaměřuje spíše na společenský význam vizuálních příběhů jednotlivců a rodin než na politickou historii Myanmaru. V rozhovoru pro Photo District News v roce 2019 Birk vysvětlil, že jedním z důvodů pro zřízení archivu byl obecný nedostatek záznamů o vizuální kultuře v zemi.
MPA získává podporu od Britské knihovny 's Endangered Archives Programme a německého Goethe-Institutu v Rangůnu.

### Výstavy

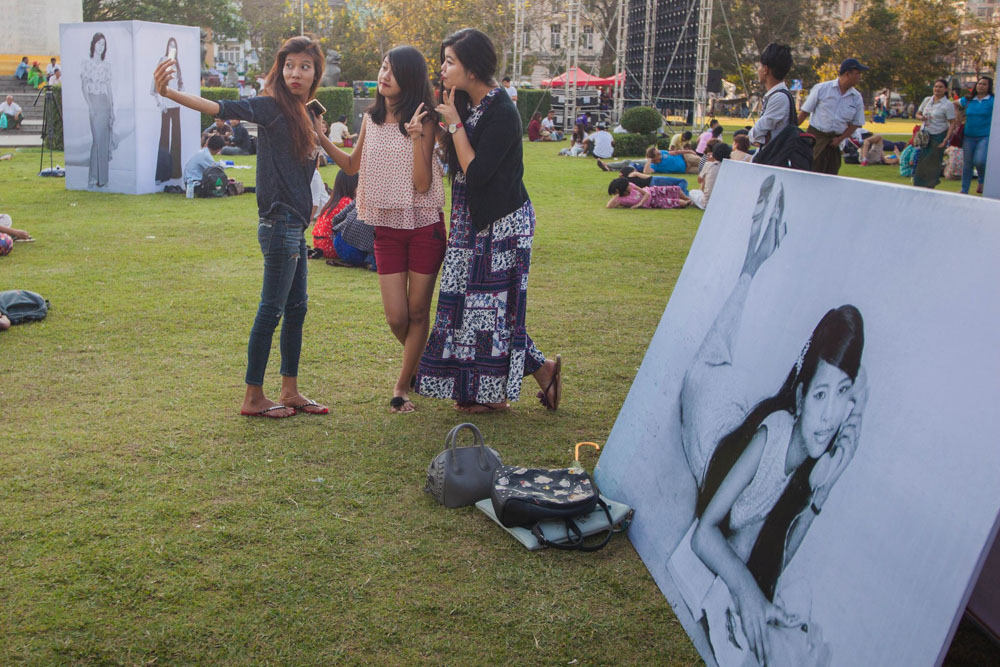
Návštěvníci na výstavě Yangon Fashion 2017

V roce 2017 MPA představila svou první veřejnou výstavu s názvem Yangon Fashion 1979 v rámci Yangon Photo Festivalu v parku Maha Bandula. Výstava představovala nadživotní snímky mladých lidí oblečených v místním nebo západním stylu 60. a 70. let, které divákům umožnily vidět, jak „ateliérová fotografie poskytla příležitost obléci se a sdílet snímky s přáteli“.
V únoru 2018 MPA představil veřejnou výstavu v historické budově sekretariátu pro Yangon Photo Festival. Tato výstava s názvem "Barmští fotografové" představila 300 snímků a informací o historii země a vývoji fotografie od koloniální éry až do 70. let 20. století. Tyto fotografie byly doplněny o práce současných fotoreportérů v Myanmaru, filmy a repliku fotoateliéru z koloniální éry. 
V roce 2019 MPA opět ukázal reprodukce 25 historických fotografií v parku Maha Bandula. Tyto snímky dala do archivu dcera amatérského fotografa U Than Maunga, který byl podnětem výstavy v roce 2018, a později byly zdokumentovány ve fotoknize U Than Maung, the No 1 Amateur Photographer (U Than Maung, amatérský fotograf č. 1).

### Program inkubátoru MPA
Po převratu v Myanmaru v roce 2021 zahájily MPA a Goethe-Institut 30. května 2023 nový program. Tento program „Reinterpret Myanmar's History“ poskytl 47 produkčních grantů spisovatelům, výtvarným umělcům, majitelům galerií, kurátorům a zástupcům uměleckých organizací, aby vytvořili vlastní projekty inspirované fotografiemi z archivu.  Výsledná umělecká díla a literární texty spolu s materiály z MPA byly prezentovány prostřednictvím online výstav, tištěných materiálů a fyzických výstav.

## Publikace
V roce 2017 vydal MPA svou první fotoknihu One Year in Yangon 1978, která obsahuje snímky pořízené různými historickými fotoateliéry v centru Rangůnu po nezávislosti země v roce 1948. Druhá publikace představovala dílo U Than Maunga, amatérského fotografa, který pracoval před i po získání nezávislosti. Třetí díl nazvaný REPRODUCED, rethinking PA Klier & DA Ahuja představil informace a současný význam široce známých snímků krajanských fotografů Philipa Adolphe Kliera a D. A. Ahuja během koloniálních časů. Další kniha, My Universe od BayBay, je vizuálním deníkem fotografa BayBaye. V návaznosti na to Irene: A Barmese Icon představila fotografie ze života ženy z vyšší střední třídy v Mandalaji během let myanmarského vojenského režimu v 60. a 70. letech 20. století. Šestá kniha, Yangon Fashion 1979 – Fashion=Resistance, se zaměřila na fotografie dokumentující módní oblečení převážně mladých mužů a žen v Rangůnu. Všechny tyto publikace byly navrženy a vydány v Myanmaru a distribuovány lokálně i mezinárodně.
- One Year in Yangon 1978 (Jeden rok v Rangůnu 1978), Myanmar Photo Archive, Rangůn, 2017 ISBN 978-3-9504079-8-3
- Burmese Photographers (Barmští fotografové), Goethe-Institut Myanmar, Rangůn, 2018
- REPRODUCED, rethinking P.A. Klier & D.A. Ahuja, Myanmar Photo Archive, Rangůn, 2018 ISBN 978-3-9504079-1-4
- U Than Maung, the No 1 Amateur Photographer (U Than Maung, amatérský fotograf č. 1), Myanmar Photo Archive, Rangůn, 2019 ISBN 978-3-9504079-0-7
- My Universe by BayBay, Myanmar Photo Archive, Rangůn, 2019 ISBN 978-3-9504079-2-1
- Irene: A Burmese Icon (Irene: Barmská ikona), Myanmar Photo Archive, Rangůn, 2020 ISBN 978-3-9504079-4-5
- Yangon Fashion 1979 – Fashion=Resistance, Myanmar Photo Archive, 2020 ISBN 978-3-9504079-3-8

## Přijetí kritiky
V recenzi výstavy z roku 2018, Barmese Photographers, Zuzakar Kalaung v <i id="mwqA">Myanmar Times</i> napsal, že snímky „obyčejných“ Barmánců odhalují „stranu moderního Myanmaru, která až donedávna zůstávala skryta v zaprášených podkrovích a rozkládajících se fotoalbech, skrytá před vizuální historií země, jak ji známe“. V témže roce časopis Journal of Photography, Theory and Visual Culture poznamenal, že snímky z archivu přinesly „práci místních fotografů, [která] zůstala až dodnes neznámá“, na veřejnost.  The Irrawaddy referoval o tom, jak výstava ukazovala způsoby, jak se fotografická technologie a přístup měnily v průběhu desetiletí, a citoval komentář návštěvníka: „Jako mladého fotografa mě tato událost inspirovala a dala mi šanci ocenit historii fotografie mé země.“ 
Článek v Frontier Myanmar v roce 2019 uvedl, že „pomalé, nepředvídatelné a život potvrzující kvality analogové filmové fotografie“ postupně objevovali mladí lidé v Rangúnu, kteří byli více obeznámeni s digitálními a telefonními fotoaparáty. Tyto novější generace prostřednictvím archivních fondů zjišťovaly, že do roku 1910 barmští fotografové zdokumentovali „svou vlastní kulturní perspektivu a prožitou zkušenost s fotografií“.
V roce 2019 Photo District News popsal MPA jako "v současnosti jedinou antologii specializující se na místní barmskou fotografii a jednu z největších sbírek barmské vizuální identity. Ukazuje barmské lidi od barmských lidí." 
Historička umění Nathalie Johnstonová, která v letech 2012 až 2021 působila v Myanmaru, napsala ve své eseji z roku 2023 s podtitulem Beh Hma Leh? ('Where Are You?'): The Forgotten Stories of Ordinary Lives in Myanmar, že MPA zpochybňuje původ snímků a to, jak příslušní fotografové našli své objekty k fotografování, a upozorňuje na to, „co se děje za objektivem“. Žádá čtenáře, aby zvážili základní příběhy za snímky, a dále uvádí, že archiv „změnil způsob, jakým byla fotografie v Myanmaru oceňována, shromažďována a vystavována, a bude tomu tak i v nadcházejících letech“. 